# Diplomatik
Diplomatik (på engelska "diplomatics", franska "diplomatique") är en vetenskaplig disciplin som innefattar det vetenskapliga studiet av historiska dokument, företrädesvis från medeltiden (medeltidsbrev). Ämnet utvecklades först som ett verktyg för att studera och bestämma äktheten hos olika ifrågasatta medeltidsbrev. 
Diplomatiken kan betraktas som en historisk hjälpvetenskap. Den innefattar alla olika aspekter av det vetenskapliga arbetet med urkunder. En viktig del är den formella indelningen av breven. Som diplomatikens fader räknas Jean Mabillon som 1681 utgav sitt verk De re diplomatica i sex böcker.